# Meligethes coracinus
Meligethes coracinus är en skalbaggsart som beskrevs av Sturm 1845. Meligethes coracinus ingår i släktet Meligethes, och familjen glansbaggar. Arten är reproducerande i Sverige.